# The Serpent's Venom (Zvezdna vrata SG-1)
The Serpent's Venom je naslov epizode znanstveno-fantastične serije Zvezdna vrata, v kateri Teal’c na planetu Chulak postane ujetnik Goa'uldov. Preostali člani ekipe SG-1 se medtem odpravijo na misijo, da bi preprečili zvezo med Apophisom in Heru'urom. Ko prispejo na nevtralno ozemlje, kjer naj bi se zgodil sestanek z vpletenima stranema, spoznajo, da je Heru'ur s seboj prinesel posebno darilo: pretepenega Teal'ca. Ekipa SG-1 je v dilemi. Naj rešijo Teal'ca ali naj svojega prijatelja žrtvujejo za višje cilje?